# Colpach-Bas

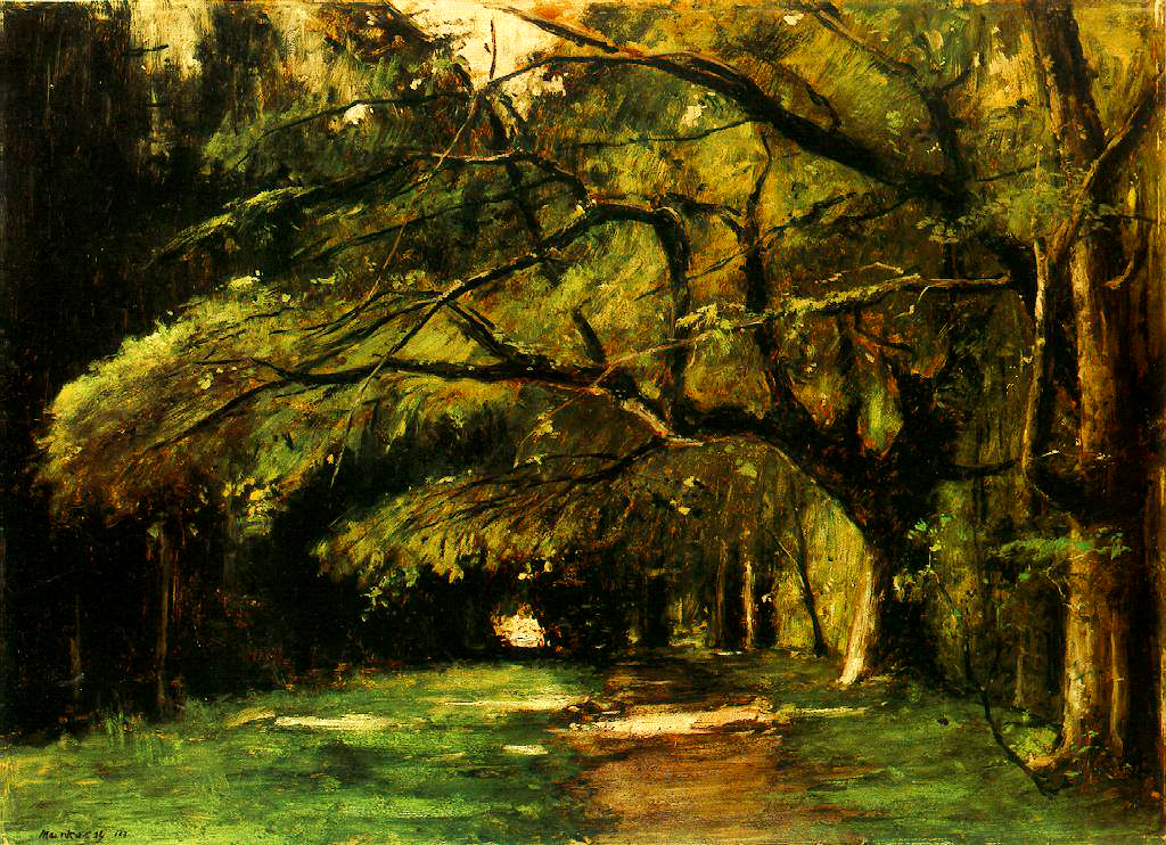
Œuvre de Mihaly Munkacsy représentant le parc de Colpach (1886).

Colpach-Bas (luxembourgeois : Nidderkolpech, allemand : Niedercolpach) est une section de la commune luxembourgeoise d'Ell située dans le canton de Redange.
Colpach-Bas est traversé par un petit ruisseau, la Koulbich, qui longe le parc du château de Colpach.

## Le château de Colpach
Le château de Colpach commença par obtenir une vraie signification culturelle et sociale dans l'histoire du Luxembourg moderne avec l'union du baron Henri-Edouard de Marches (1820-1873), seigneur de Guirsch, premier-lieutenant des hussards du duc Ferdinand de Saxe-Cobourg au service de l'Autriche, et de Marie-Anne Cécile Papier (1845-1915) de Luxembourg, issue d'une famille bourgeoise aisée disposant de ramifications et de relations multiples dans le pays, en France, en Belgique et aux Pays-Bas. Dès 1871, les de Marches-Papier firent venir à Luxembourg le jeune peintre hongrois Mihály Munkácsy (1844-1900). En outre, le château de Colpach accueillit dans ses murs et dans son parc progressivement aménagé la crème de la bourgeoisie luxembourgeoise, mais aussi des hôtes étrangers de marque, comme le marchand de tableaux Charles Sedelmeyer, les peintres László Paál et Václav Brožík, le sculpteur Stanislas Lami, le violoniste Jenő Hubay, le cardinal hongrois Haynald et surtout Franz Liszt qui y séjourna du 5 au 20 juillet 1886 et à cette occasion donna son dernier récital au Casino des Bourgeois à Luxembourg le 19 juillet.
Ce château appartint à Émile Mayrisch, l'un des fondateurs de la sidérurgie luxembourgeoise, notamment du groupe ARBED, aujourd'hui Arcelor-Mittal. Sa veuve Aline Mayrisch, née Aline de Saint-Hubert, en fit don à la Croix-Rouge luxembourgeoise qui l'exploite en tant que maison de repos et de convalescence. Émile Mayrisch et Aline de Saint-Hubert reposent dans le parc du château.
André Gide connaissait Aline Mayrisch, qui l'invita au château où il rencontra Ernst Robert Curtius et Walther Rathenau.